# Referendum costituzionale a Cuba del 1976
Il referendum costituzionale del 1976 a Cuba si tenne il 15 febbraio 1976 a Cuba per approvare la nuova costituzione della Repubblica di Cuba, la cui discussione avvenne a livello popolare e con la conseguente modifica di 60 su 141 articoli.
Furono le prime elezioni nazionali sull'isola successive alla rivoluzione cubana e si svolsero a suffragio universale fra tutti i cittadini con età superiore ai 16 anni e con voto libero, diretto e segreto.
La riforma costituzionale fu approvata dal 99,02% degli elettori, con un'affluenza del 98%.

## Storia
Dopo la rivoluzione cubana del 1º gennaio 1959, la dirigenza rivoluzionaria promise che le elezioni si sarebbero svolte entro 18 mesi, in conformità con la Costituzione del 1940 che era stata sospesa nel 1952. Invece, i vari gruppi rivoluzionari si unirono nel luglio 1961, da cui il Partito Comunista di Cuba emerse il 3 ottobre 1965.
Nel 1972 venne creata la Commissione di studi giuridici del Comitato Centrale del Partito Comunista di Cuba, per cercare di scrivere le basi di una nuova costituzione. Il 22 ottobre 1974, in una riunione congiunta del Comitato esecutivo del Consiglio dei ministri e dell'ufficio politico del Partito Comunista cubano, venne stabilito di creare una commissione mista del Partito e del Governo con l'obiettivo di preparare e redigere un progetto di Costituzione.
Il comitato di redazione fu ufficialmente istituito il 23 ottobre 1974, tenendo la sua prima riunione il successivo 28 ottobre, in cui furono creati quattro gruppi di lavoro e una commissione di stile. Nel giro di un mese, ogni gruppo di lavoro presentò le sue proposte e poi fu discusso la bozza completa. Completato il progetto di legge, la nuova Costituzione venne ufficialmente consegnata il 24 febbraio 1975, anniversario dello scoppio della guerra d'indipendenza cubana del 1895, a Fidel Castro, primo segretario del Comitato centrale del Partito Comunista di Cuba.
Nello stesso anno si svolse la discussione pubblica della bozza costituzionale, con la partecipazione di 6.216.981 persone che proposero 12.883 modifiche, 2.343 aggiunte di contenuto costituzionale, nonché 84 richieste di chiarimenti.
Il 29 dicembre 1975 venne promulgata la legge n. 1299 per sottoporre all'approvazione popolare il progetto di Costituzione e la legge sul transito costituzionale in un referendum costituzionale fissato per il 15 febbraio 1976; contemporaneamente venne istituito il Consiglio dei ministri per designare la Commissione referendum nazionale, che avrebbe avuto commissioni provinciali, regionali e comunali e una commissione speciale.
Dopo il completamento degli scrutini referendari, il 24 febbraio 1976 la nuova Costituzione di Cuba venne proclamata con un atto solenne e pubblico al Teatro "Carlo Marx" dell'Avana.

## Risultati
| Preferenza                    | Voti    | %      |
| ----------------------------- | ------- | ------ |
| Sì                            | 5473534 | 99,02  |
| No                            | 54070   | 0,98   |
| Totale voti validi            | 5527604 | 98,65  |
| Bianche                       | 44221   | 0,79   |
| Nulle                         | 31148   | 0,56   |
| Totale voti non validi        | 75369   | 1,35   |
| Totale votanti                | 5602973 | 100,00 |
| Elettori registrati/affluenza | 5717266 | 98,00  |

Fonte:  Banca dati e motore di ricerca per la democrazia diretta, su sudd.ch.

### Risultati provinciali

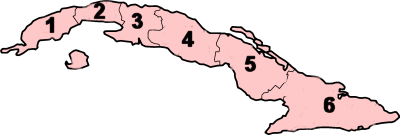
Province di Cuba nel 1970:
1. Pinar del Río
2. L'Avana
3. Matanzas
4. Las Villas
5. Camagüey
6. Oriente

| Province di Cuba | elettori | votanti | affluenza in % | Nulle/bianche | Voti validi | sì      | %     | no    | %    |
| ---------------- | -------- | ------- | -------------- | ------------- | ----------- | ------- | ----- | ----- | ---- |
| Pinar del Río    | 363029   | 360157  | 99,21          | 7071          | 353086      | 349761  | 99,06 | 3325  | 0,94 |
| L'Avana          | 1815872  | 1778857 | 97,96          | 30906         | 1747951     | 1724517 | 98,66 | 23434 | 1,34 |
| Matanzas         | 333255   | 328269  | 98,50          | 4756          | 323513      | 318130  | 98,34 | 5383  | 1,66 |
| Las Villas       | 892659   | 865686  | 96,98          | 10382         | 855304      | 848388  | 99,19 | 6916  | 0,81 |
| Camagüey         | 529710   | 520792  | 98,32          | 5099          | 515693      | 512149  | 99,31 | 3544  | 0,69 |
| Oriente          | 1750972  | 1719440 | 98,20          | 16690         | 1702750     | 1691457 | 99,34 | 11293 | 0,66 |
| Isla de Pinos    | 31769    | 29772   | 93,71          | 465           | 29307       | 29132   | 99,40 | 175   | 0,60 |